# Arrondissement d'Ussel
L'arrondissement d'Ussel est une division administrative française, située dans le département de la Corrèze, en région Nouvelle-Aquitaine. Il est le moins peuplé des arrondissements du département.

## Historique
L'arrondissement d'Ussel est l'un des trois arrondissements de la Corrèze créés en 1800, en même temps que la plupart des autres arrondissements français. Il est supprimé en 1926 lors de la réforme Poincaré, et rétabli en 1943. Sur cette période, ses cantons et communes sont rattachés à l'arrondissement de Tulle.

## Composition

### Période 1985-2015
En 1985, le canton d'Ussel disparaît et est remplacé par deux autres. L'arrondissement se compose alors de huit cantons représentant 69 communes : 
- Canton de Bort-les-Orgues
- Canton de Bugeat
- Canton d'Eygurande
- Canton de Meymac
- Canton de Neuvic
- Canton de Sornac
- Canton d'Ussel-Est
- Canton d'Ussel-Ouest

### À partir de 2015
Contrairement à l'ancien découpage où chaque canton était inclus à l'intérieur d'un seul arrondissement, le nouveau découpage territorial de 2014/2015 s'affranchit des limites des arrondissements. Certains cantons peuvent être composés de communes appartenant à des arrondissements différents. Dans l'arrondissement d'Ussel, c'est le cas pour le canton de Haute-Dordogne dont deux communes sont rattachées à l'arrondissement de Tulle. Au total, l'arrondissement d'Ussel est donc composé de deux cantons entiers et d'un canton partiel.
Le tableau suivant présente la répartition des cantons et de leurs communes par arrondissement :
| N° | Canton                 | Tulle | Ussel |
| -- | ---------------------- | ----- | ----- |
| 7  | Égletons               | 1     | 17    |
| 8  | Haute-Dordogne         | 2     | 24    |
| 12 | Plateau de Millevaches |       | 33    |
| 17 | Ussel                  |       | 11    |
|    |                        |       | -     |

### Découpage communal depuis 2017
Depuis 2015, le nombre de communes des arrondissements varie chaque année soit du fait du redécoupage cantonal de 2014 qui a conduit à l'ajustement de périmètres de certains arrondissements, soit à la suite de la création de communes nouvelles. Le nombre de communes de l'arrondissement d'Ussel est ainsi de 69 en 2015 et en 2016, 80 en 2017 à la suite du rattachement du canton d'Égletons et de 79 en 2022.
Par arrêté préfectoral du 27 juillet 2023, la commune de Bugeat est retirée le 1er janvier 2024 de l'arrondissement d'Ussel et rattachée à l'arrondissement de Tulle. Le nombre de communes passe de 79 à 78.
Au 1er janvier 2024, l'arrondissement groupe les 78 communes suivantes :
1. Aix
2. Alleyrat
3. Ambrugeat
4. Bellechassagne
5. Bort-les-Orgues
6. Champagnac-la-Noaille
7. Chapelle-Spinasse
8. Chaumeil
9. Chavanac
10. Chaveroche
11. Chirac-Bellevue
12. Combressol
13. Confolent-Port-Dieu
14. Couffy-sur-Sarsonne
15. Courteix
16. Darnets
17. Davignac
18. Égletons
19. Eygurande
20. Feyt
21. Lafage-sur-Sombre
22. Lamazière-Basse
23. Lamazière-Haute
24. Lapleau
25. Laroche-près-Feyt
26. Latronche
27. Laval-sur-Luzège
28. Liginiac
29. Lignareix
30. Marcillac-la-Croisille
31. Margerides
32. Maussac
33. Merlines
34. Mestes
35. Meymac
36. Meyrignac-l'Église
37. Millevaches
38. Monestier-Merlines
39. Monestier-Port-Dieu
40. Montaignac-sur-Doustre
41. Moustier-Ventadour
42. Neuvic
43. Palisse
44. Péret-Bel-Air
45. Pérols-sur-Vézère
46. Peyrelevade
47. Roche-le-Peyroux
48. Rosiers-d'Égletons
49. Saint-Angel
50. Saint-Bonnet-près-Bort
51. Saint-Étienne-aux-Clos
52. Saint-Étienne-la-Geneste
53. Saint-Exupéry-les-Roches
54. Saint-Fréjoux
55. Saint-Germain-Lavolps
56. Saint-Hilaire-Foissac
57. Saint-Hilaire-Luc
58. Sainte-Marie-Lapanouze
59. Saint-Merd-de-Lapleau
60. Saint-Merd-les-Oussines
61. Saint-Pantaléon-de-Lapleau
62. Saint-Pardoux-le-Neuf
63. Saint-Pardoux-le-Vieux
64. Saint-Rémy
65. Saint-Setiers
66. Saint-Sulpice-les-Bois
67. Saint-Victour
68. Saint-Yrieix-le-Déjalat
69. Sarran
70. Sarroux - Saint Julien
71. Sérandon
72. Sornac
73. Soudeilles
74. Soursac
75. Thalamy
76. Ussel
77. Valiergues
78. Veyrières

## Sous-préfets
| Période            | Période          | Identité           | Fonction précédente | Observation |
| ------------------ | ---------------- | ------------------ | --- | --- |
| ???                | 1968             | Jean-Marc Divisia  | | nommé conseiller technique au cabinet de Jacques Chirac, secrétaire d’État à l'économie et aux finances                 |
| 1968               | 1971             | Maurice Saborin    | directeur du cabinet du préfet de la Corrèze                                                                                           | nommé préfet de la Corrèze                                                                                              |
| 1971               | 1974             | Lucien Chabason    | administrateur civil au ministère de l’Intérieur                                                                                       | nommé conseiller de Raymond Barre                                                                                       |
| 5 août 1974        | août 1977        | Bertrand Landrieu  | directeur du cabinet du préfet de la Sarthe                                                                                            | nommé secrétaire général du préfet de la Manche                                                                         |
| 1977               | 1981             | Paul Masseron      | | nommé préfet de la Corrèze                                                                                              |
| ???                | 29 mai 1984      | Jean-Claude Rey    | | nommé sous-préfet du Cher à Vierzon                                                                                     |
| 1991               | 1993             | Jean-François Savy | secrétaire général de la préfecture de Saint-Pierre-et-Miquelon                                                                        | nommé directeur du cabinet du préfet de la région Provence-Alpes-Côte d'Azur                                            |
| 1er septembre 1993 | 15 décembre 1994 | Pierre Derrouch    | | nommé secrétaire général de la préfecture de la Meuse                                                                   |
| 5 octobre 1995     | 8 avril 1997     | Dominique Lacroix  | préfet de La Réunion | nommé secrétaire général adjoint de la préfecture de l'Isère                                                            |
| 8 avril 1997       | 30 mai 1999      | Denis Conus        | secrétaire général de la préfecture de Paris                                                                                           | nommé chef du service de l'administration et de la conservation des résidences présidentielles                          |
| 30 mai 1999        | 5 août 2001      | Roselyne Farges    | sous-préfète de la Gironde à Lesparre-Médoc                                                                                            | nommée secrétaire générale de l’École nationale de la magistrature                                                      |
| 11 octobre 2001    | 16 juillet 2004  | Antoine André      | sous-préfet de l'Aveyron à Villefranche-de-Rouergue                                                                                    | nommé sous-préfet de l'Ariège à Pamiers                                                                                 |
| 20 août 2004       | 27 décembre 2006 | Jean Lachkar       | sous-préfet du Haut-Rhin à Ribeauvillé                                                                                                 | nommé à la Chambre régionale des comptes de Lorraine                                                                    |
| 9 février 2007     | 27 août 2009     | Benoist Delage     | sous-préfet du Puy-de-Dôme à Thiers | nommé secrétaire général de la préfecture de la Dordogne                                                                |
| 29 août 2009       | 1er août 2011    | Wilfrid Pélissier  | inspecteur de la jeunesse et des sports                                                                                                | nommé secrétaire général à la préfecture de la Lozère                                                                   |
| 6 octobre 2011     | 21 janvier 2014  | Olivier Maurel     | directeur de la maison centrale de Poissy                                                                                              | nommé sous-préfet de la Charente à Cognac                                                                               |
| 1er janvier 2014   | 28 février 2016  | Patrick Bernié     | directeur interdépartemental de la protection judiciaire de la jeunesse du Tarn et de l'Aveyron                                        | nommé sous-préfet de l'Ariège à Pamiers                                                                                 |
| mars 2016          | 22 novembre 2017 | Adeline Savy       | gestionnaire d’alerte et de crises sanitaires au Centre opérationnel de réception et de régulation des urgences sanitaires et sociales | nommée directrice de cabinet du préfet de la Sarthe                                                                     |
| 6 janvier 2018     | 20 décembre 2019 | Fabien Sésé        | directeur général adjoint au conseil départemental de l'Ardèche                                                                        | nommé directeur de cabinet du préfet du Haut-Rhin                                                                       |
| 20 avril 2020      | 10 mai 2022      | Yann Le Brun       | premier conseiller du corps des tribunaux administratifs et des cours administratives d'appel                                          | |
| 23 juin 2022       | 31 octobre 2024  | Catherine Merckx   | Secrétaire générale de la sous-préfecture de Brest                                                                                     | nommée déléguée de la République pour la province Sud auprès du haut-commissaire de la République en Nouvelle-Calédonie |
| 31 octobre 2024    | En cours         | Nicolas Zabka (d)  | conseiller du corps des magistrats au tribunal administratif de Toulouse et des cours administratives d'appel                          | |

## Démographie
En 2022, l'arrondissement comptait 40 236 habitants.
| 1968   | 1975   | 1982   | 1990   | 1999   | 2006   | 2011   | 2016   | 2021   |
| ------ | ------ | ------ | ------ | ------ | ------ | ------ | ------ | ------ |
| 47 922 | 48 258 | 47 551 | 46 160 | 43 428 | 43 246 | 42 800 | 41 931 | 40 899 |

| 2022   | - | - | - | - | - | - | - | - |
| ------ | - | - | - | - | - | - | - | - |
| 40 236 | - | - | - | - | - | - | - | - |